# Черкасово (Татарстан)
 Черкасово  (тат. Чиркәс) — село в Елабужском районе Татарстана. Входит в состав Старокуклюкского сельского поселения.

## География
Находится в северной части Татарстана на расстоянии приблизительно 26 км на северо-запад по прямой от районного центра города Елабуга у речки Куклюк.

## История
Основано в XVIII веке. Относится к населенным пунктам с компактным населением из кряшен.

## Население
Постоянных жителей в 1859 году было 246, в 1887—572, в 1905—810, в 1920—728, в 1926—848, в 1938—652, в 1949—326, в 1958—217, в 1970—130, в 1979 — 70, в 1989 — 47. Постоянное население составляло 35 человек (татары 40 %, кряшены 43 %) в 2002 году, 27 в 2010.